# Frans Bonduel
Pour les articles homonymes, voir Bonduel.
« Bonduel » redirige ici.  Pour l'entreprise française spécialisée dans la transformation industrielle des légumes, voir Bonduelle.
Frans Bonduel est un coureur cycliste belge, né le 26 septembre 1907 à Baesrode, quartier de Termonde et mort le 25 février 1998 à Baesrode où il est d'ailleurs enterré.

## Biographie
Adolescent, il habite la même rue que Alfons Goossens, spécialiste des six jours. À quinze ans, Frans prend le départ de sa première course de kermesse. 
Professionnel de 1928 à 1947, il remportera notamment le Tour des Flandres en 1930, Paris-Tours en 1939 et trois étapes sur le Tour de France.
Il passa toute sa carrière professionnelle dans la même équipe française : Dilecta. 

## Palmarès
- 1927
  - 2e du Tour des Flandres des indépendants
  - 3e du Tour de Belgique indépendants
- 1928
  - 2e étape du Critérium des Aiglons
- 1929
  - Critérium du Midi  :
    - Classement général
    - 2e étape

  - Circuit de Belgique
- 1930
  - 17e étape du Tour de France
  - Tour des Flandres
  - Paris-Lille
  - Coupe Sels
  - Grote Prijs Dr. Eugeen Roggeman
  - 3e de Paris-Tours
  - 7e du Tour de France
- 1931
  - Circuit du Morbihan
  - 2e du Championnat des Flandres
  - 2e de Paris-Bruxelles
  - 3e de Paris-Rennes
  - 3e de Bordeaux-Paris
  - 6e de Paris-Tours
- 1932
  - Champion de Flandre-Occidentale
  - 6e et 7e étapes du Tour de France
  - Grand Prix de Saint-Nicolas
  - Grand Prix de St-Michel
  - 2e de la Coupe Sels
  - 2e de Bordeaux-Paris
  - 2e du Grote Prijs Dr. Eugeen Roggeman
  - 3e du Circuit des régions flamandes
  - 6e du Tour de France
  - 8e du Tour des Flandres
- 1933
  - Tour du Limbourg
  - 2e de Paris-Poitiers
  - 3e de Paris-Vichy
  - 3e de Paris-Saint-Étienne
- 1934
  - Paris-Bruxelles
  - 2e du Grand Prix de la ville de Zottegem
  - 3e de Paris-Roubaix
- 1935
  - Tour d'Hesbaye
  - 2e de Liège-Bastogne-Liège 
  - 2e de Paris-Belfort
  - 3e de Paris-Bruxelles 
  - 3e de Paris-Limoges
  - 5e de Paris-Roubaix
- 1936
  - Paris-Boulogne-sur-Mer
  - 7e étape du Tour de Catalogne
  - 1re étape de Paris-Saint-Étienne
  - 2e du Tour de Catalogne
  - 2e du Tour de Belgique
  - 2e de Paris-Bruxelles 
  - 2e du Circuit de Paris
  - 3e du Circuit du Morbihan
  - 3e du Championnat des Flandres
  - 7e de Paris-Roubaix
- 1937
  - Coupe Sels
  - Marseille-Lyon
  - 2e étape du Critérium du Midi
  - 2e de Paris-Bruxelles
  - 2e de Paris-Tours
  - 2e de Paris-Limoges
  - 6e de la Flèche wallonne
  - 8e de Paris-Roubaix
- 1938
  - 8e étape du Tour d'Allemagne
  - 2e du Tour d'Allemagne
  - 2e de Paris-Saint-Étienne
- 1939
  - Paris-Tours
  - Paris-Bruxelles
  - 4e étape de Paris-Nice
  - 2e de Paris-Nice
  - 9e du Tour des Flandres
- 1940
  - 2e du Circuit des régions flamandes (Omloop der Vlaamse Gewesten)
- 1941
  - 2e du Grand Prix Briek Schotte
  - 3e du Championnat des Flandres
  - 3e du Circuit de Belgique
- 1942
  - 2e étape du Circuit de France
  - 2e de la Flèche wallonne
  - 2e d'À travers Paris
  - 7e du Tour des Flandres
- 1943
  - 2e de Bruxelles-Paris
  - 3e de Paris-Reims
- 1944
  - 5e du Tour des Flandres
- 1946
  - 2e étape de Paris-Nice
  - 2e de Paris-Nice
  - 4e de Paris-Roubaix
  - 4e de Paris-Tours
  - 8e de la Flèche wallonne
  - 9e de Gand-Wevelgem

## Résultats sur le Tour de France
4 participations
- 1929 : 12e
- 1930 : 7e, vainqueur de la 17e étape
- 1932 : 6e, vainqueur des 6e et 7e étapes
- 1934 : 18e